# Jacques Derrida
Jacques Derrida, francoski filozof, * 15. julij 1930, El Biar, Francoska Alžirija, † 9. oktober 2004, Pariz, Francija.
Derrida je najbolj znan bo svoji semiotični analizi poznani kot dekonstrukcija, katero je obravnaval v velikem delu svoje kariere, ter razvil v kontekstu fenomenologije. Hkrati je eden najpomembnejših filozofov poststrukturalizma in postmodernizma. V svoji karieri je Derrida izdal več kot 40 knjig vključno z več sto eseji in javnimi predstavitvami. Imel je velik vpliv na filozofijo, literaturo, zakone, antropologijo, lingvistiko, zgodovinopisje in LGTB študije. V svojih kasnejših delih se je Derrida še posebej posvetil etičnimi in političnimi temami. Kritiki imajo delo Glas in fenomen (1967) za eno njegovih najpomembnejših. To delo je skupaj z drugimi (npr. o gramatologiji, Pisava in razlika, Izvori filozofije…) imelo velik vpliv na različne aktiviste in politična gibanja. Derrida je postal poznana javna figura in tudi sporen zaradi zahtevnosti njegovih del.

## Življenje
Rojen 15. 7. 1930 v Alžiriji v židovski družini, ki je postala uradno francoska v letu 1870. Starša sta mu sprva dala ime Jackie, saj sta imela to ime za ameriško, ampak ko se je skozi svoje življenje preselil v Pariz je prevzel francosko obliko svojega imena Jacques. Derrida je bil tretji od petih otrok in je svoje otroštvo preživel v El-Biaru, v Alžiriji. Na prvi šolski dan leta 1942 je bil zaradi judovskega porekla izključen iz srednje šole in izgubil cel letnik šolanja. Kot srednješolec je sanjal da bi postal profesionalni nogometni igralec ter igral nogomet. 
Kot najstnik je začel prebirat filozofe in pisatelje, kot so Rousseau, Nietzsche in Gide, ter njihova dela vzel kot instrument upora proti družini in družbi. V poznih 40-ih je obiskoval Srednjo šolo Bugeaud in Louis-le-Grand, kjer je filozofijo poučeval Étienne Borne. V Parizu leta 1952, prvi dan na ENS, je Derrida spoznal Louisa Althusserja, s katerim sta postala dobra prijatelja. V letu 1954 je dokončal svoj magisterij filozofije, v katerem je pisal o fenomenologiji Edmunda Husserla. Leta 1956 je naredil izjemno težek agrégation (združevalni) test, ter nato prejel štipendijo za študij na harvardski univerzi v ZDA. S psihoanalitičarko Marguerite Aucouturier se je poročil junija 1957 v Bostonu. Derrida je zaprosil, če lahko namesto služenja vojaškega roka poučuje otroke vojakov, ter tako učil francoščino in angleščino od leta 1957 do 1959. Imel je tri otroke: prvi, Pierre, se je rodil 1963. 
Leta 1964 je s priporočili Louisa Althusserja in Jeana Hyppolita dobil zaposlitev za nedoločen čas kot učitelj ter bil zaposlen do leta 1984. Zatem je Derrida začel potovati po svetu, poučeval je po različnih univerzah sveta (npr. Univerza Johnsa Hopkinsa, Univerza Yale, Unvierza v New Yorku …). Leta 2003 so mu odkrili raka trebušne slinavke, kar mu je otežilo predavanja in potovanja. Jacques Derrida je umrl med operacijo v Parizu 9. avgusta 2004.

## Predstavitev Derridajeve filozofske miselnosti
Kot filozof je dvomil v zahodno filozofijo. S spodvračanjem in modifikacijo glavnih diskurzov je hotel demokratizirati univerzitetno okolje in vanj vpeljati politiko. Tej ideji pravi "dekonstrukcija zahodne kulture". Pogosto je zatrjeval, da je zahodna filozofija dopustila, da so metaforični modeli postali višji v pomenu kot svojem dejanskem smislu besede. Te predpostavke vidi kot metafiziko, na katero se filozofija nanaša. Uvaja zelo močan logocentrizem, s katerim poskuša razkriti in spodkopati to metafiziko. Teksti po njegovo sestojijo iz binarnih opozicij, ki jih mora celoten tekst artikulirati, če jih ne, je nesmiseln. Njegov najbolj znani stavek je "nič ni izven konteksta". Velikokrat so kritiki obtoženi, da so to narobe prevedli iz francoščine (nič ni izven teksta), vendar je sam pojasnil, da je to mislil precej dobesedno. 
Svojo kariero je začel s preučevanjem omejitev fenomenologije. Prvič je opozoril nase izven Francije s svojim predavanjem Struktura, znak in igra v diskurzu človeških znanosti, ki ga je imel na Univerzi Johnsa Hopkinsa leta 1966. Zagovarjal je dosežke strukturalizma, a je hkrati trdil, da ima strukturalizem notranje omejitve, zato so ga ameriški akademiki označili kot poststrukturalista. Kot mnogi drugi filozofi se je vprašal, kaj je "pomen" in kaj so njegova historična razmerja s tem, kar je označeno kot glas, kot vrednost prisotnosti. V zbirki treh knjig objavljenih v 1967 se je zelo približal temelju zahodne intelektualne tradicije in jo označil kot "iskanje vzvišenega bitja, ki služi kot izvor in stvarnik". Derrida je prispeval k "razumevanju nekaterih globoko skritih filozofskih predpostavk in predsodkov v zahodni kulturi, z utemeljitvijo, da je celotna filozofska tradicija temelji na poljubnih dihotomnih kategorijah (npr. sveto in profano, označevalec in označenec, duh in telo ...) in da vsako besedilo vsebuje implicitne hierarhije, s katerim se uresničujejo subtilna zatiranja, saj te hierarhije izključujejo, podredijo, in skrijejo različne možne pomene." Derrida pravi temu postopku dekonstrukcija zahodne kulture. V 90-ih se je v njegovih delih začela prevladovati politična tematika (čeprav nekaj takih del se je pojavljalo že prej), ter etična tematika. Dober primer tega je delo Ostalo branje, v katerem razpravlja koncept identitete ter ksenofobijo in rasizem kot najhujšo obliko nasilja.

## Dekonstrukcija
Dekonstrukcija, še posebej zgodnja dekonstrukcija, deluje na principu poglabljanja in konstantne analize določenih tekstov. Namenjena je natančni analizi stvarnega pomena besedila in iskanja manj opaznih delov teksta in notranjih problemov, ki lahko kažejo na drugotni pomen besedila. Dekonstrukcija je zatorej postavila metodologijo, ki natančno opazuje ta dejstva (podobnosti in razlike) in branje kateregakoli Derridajevega dela lahko potrdi to dvojnost. Derrida govori o prvem vidiku te strategije kot o želji zvestobe do teme in načinu razmišljanja. Sočasno pa si dekonstrukcija izposoja tudi iz koncepta Martina Heideggerja 'destruktivno pridobivanje' in skuša najti v tekstu drugotne pomene, ki so ponavadi represivni. Ta bolj nasilni vidik dekonstrukcije ponazarja dosledna Derridajeva svarila na 'izumi v svojem jeziku, če lahko ali želiš slišati mojega; izumi, če lahko ali želiš dati mojemu jeziku, da bo razumljiv'. V tem kaže da je zvest mišljenju, da je razlaganje njega nekaj nad njim. Derrida postavi izumljanje kot poglavitni pogoj kateregakoli dekonstruktivnega branja. Nagnjen je k skrivnostnim namigom kot so 'pojdi tja, kamor ne moreš iti, do nemogočega, to je resnično edini način prihajanja in odhajanja' in na koncu, zasluga dekonstruktivnemu branju sestoji v tem ustvarjalnem stiku z novim besedilom, ki ga ni mogoče opredeliti bodisi kot zgolj zvestobo ali kot absolutni prestopek, ampak nekaj kar niha med njima. Kljub dejstvu, da so Derridajeve lastne interpretacije določenih besedil precej radikalne, je precej težko natančno določiti, kje se obrazložitev teksta konča in kje se začne bolj nasilni vidik dekonstrukcije. Derrida je vedno nerad uporabljal poimenovanje 'moje besedilo', 'vaše besedilo', kar je tudi vidno v njegovih besedilih. To je deloma zato, ker je problematično govoriti o 'delu' dekonstrukcije, saj dekonstrukcija samo poudari, kar je bilo v besedilu že napisano. Vsi elementi dekonstrukcijske intervencije prebivajo v 'zapostavljanju temeljev' iz že obstoječega sistema in ta enačba se opazno ne spremeni na kakršenkoli način, četudi je ta 'sistem' oblikovan kot metafizika na splošno, ki mora vsebovati njena ne-metafizična stališča, ali pa pisanja določenega misleca, ki mora vedno zagovarjati to, kar želijo izključiti.

## Pomembnejša dela v slovenščini
Derrida J., 2010, Éperons : les styles de Nietzsche, Koper, Hyperion. (slovenščina)
Derrida J., 2006, O znova ubranem apokaliptičnem tonu v filozofiji, Ljubljana, Društvo Apokalipsa. (slovenščina)
Derrida J., 2009, Ogenj, pepel : razprava, Koper, Hyperion. (slovenščina)
Derrida J., 1988, Glas in fenomen, Ljubljana, ŠKUC. (slovenščina)
Foucault M., Derrida J., 1990, Dvom in norost, Ljubljana, Društvo za teoretsko psihoanalizo. (slovenščina)
Derrida J., 1990, Izbrani spisi, Ljubljana, Študentska organizacija univerze. (slovenščina)
Derrida J., 1998, O gramatologiji, Ljubljana, Društvo za teoretsko psihoanalizo. (slovenščina) 	
Derrida J., 2000, O duhu : Heidegger in vprašanje, Ljubljana, Društvo za teoretsko psihoanalizo. (slovenščina)
Derrida J., 2003, Izbrani spisi o religiji, Ljubljana, KUD Logos. (slovenščina)
Derrida J,. 2004, Dar smrti, Ljubljana, Društvo Apokalipsa. (slovenščina)
Derrida J., 2006, O znova ubranem apokaliptičnem tonu v filozofiji, Ljubljana, Društvo Apokalipsa. (slovenščina)

## Pomembnejša dela v drugih jezikih
Derrida J., 1900, La carte postale : de Socrate `a Freud et?. (francoščina)
Derrida J., 1994, Specters of Marx : the state of the debt, the work of mourning, and the new international, New York; London, Routledge. (angleščina)
Derrida J., 1979, L' écriture et la différence, Pariz, Seuil. (francoščina)
Derrida J., 1990, L'archéologie du frivole, Pariz, Galilée. (francoščina)
Derrida J., 1990, Heidegger et la question, Pariz, Flammarion. (francoščina)
Derrida J., 1991, L'autre cap, Pariz, les Ed. de Minuit. (francoščina)
Derrida J., 1993, Khôra, Pariz, Galilée. (francoščina)